# Santa Bárbara do Sul
Santa Bárbara do Sul là một đô thị thuộc bang Rio Grande do Sul, Brasil. Đô thị này có diện tích 971,153 km², dân số năm 2007 là 9157 người, mật độ 9,43 người/km².